# Tétrasul
Le tétrasul est un composé chimique du groupe des thioéthers et des biphényles.
Un pesticide jugé obsolète auparavant utilisé dans l'agro-alimentaire pour lutter contre les acariens et les petits insectes.

## Production et représentation
Le tétrasul peut être préparé par éthérification du 2,4,5-trichlorothiophénol avec du p-nitrochlorobenzène et de l'hydroxyde de sodium avec de l'éther d'après la synthèse de Williamson, réduction subséquente avec du fer, réaction avec de l'acide nitreux et du chlorure de cuivre(I) dans une réaction de Sandmeyer.

## Propriétés
Le tétrasul est un solide blanc pratiquement insoluble dans l'eau.